# Віктор Корсун
Віктор Корсун (також Вік Корсун, англ. Vic Korsun, народився 31 травня 1944) — американський менеджер наукових досліджень українського походження, заступник виконавчого директора (від США) Українського науково-технологічного центру, віцепрезидент дослідного центру Давида Сарнофф (David Sarnoff Research Centre).
Здобув ступені бакалавра й магістра з електронної інженерії в Університеті Пенсільванії. Здобув ступінь магістра ділового адміністрування в Університеті ім. Дрекселя (Drexel University).
Почав свою кар'єру в лабораторії RCA в Прінстоні, Нью-Джерсі як інженер-електрик. Перейшов до Дослідного центру Девіда Сарнофф в Прінстоні, Нью-Джерсі, де потім став віцепрезидентом з розвитку бізнесу. Повернувся до Університету ім. Дрекселя і медичного Університету ім. Ганемана (MCP Hahnemann University) у Філадельфії як помічник віцепрезидента з питань трансферу технологій та комерціалізації.
У 2003 став координатором-консультантом Програми з партнерства наукових центрів Державного департаменту США.
З червня 2006 — заступник виконавчого директора (від США) Українського науково-технологічного Центру (УНТЦ), де відповідає за партнерські програми, трансфер технологій та комерціалізацію. Він надав багато презентацій, бізнес курсів і практикумів з питань прав інтелектуальної власності, комерціалізації, підприємництва і розвитку бізнесу в Україні, Білорусі, Азербайджані, Грузії, Молдові, Росії, Казахстані, Киргизстані.